# Dino Toys
Dino Toys je český výrobce hraček, sídlící v Praze. Firmu založil autor známých Dostihů a sázek Ladislav Mareš roku 1993. Je předním výrobcem her v Česku. Výroba probíhá v Mnichově Hradišti.

## Výroba
Mezi nejúspěšnější výrobky firmy Dino Toys patří společenské hry Člověče, nezlob se!, Dostihy a sázky, AZ Kvíz a Kris Kros. Úspěch zažívá také oranžový retro sklápěč Tatra 148, který je věrnou kopií kultovní hračky z 80. let. Vyrábí také různé karetní hry - mariášové na prší, kanastové nebo Černý Petr. Dále vyrábí dřevěné hračky, puzzle, plyšáky a hračky na písek.